# Луц, Иоганн фон
Иоганн фон Луц (нем. Johann von Lutz; 4 декабря 1826, Мюннерштадт — 3 сентября 1890, Нидерпёккинг) — баварский государственный деятель. В 1880—1890 годах возглавлял правительство Баварии.

## Биография
Иоганн Луц родился в семье учителя музыки в народной школе. Учился в гимназии родного города, по окончании которой поступил на юридический факультет Вюрцбургского университета. В качестве делегата от Баварии Луц участвовал в создании Общегерманского торгового кодекса. В 1866 году Луц был награждён рыцарским крестом ордена Гражданских заслуг Баварской короны и был возведён в дворянское сословие.
В 1867 году Иоганн фон Луц был назначен министром юстиции Баварии, в 1869 году — министром просвещения. В этом качестве он проводил политику культуркампфа в Баварии. После отставки Адольфа фон Пфрецшнера Луц вплоть до своей смерти занимал должность председателя Совета министров Баварии. Иоганн фон Луц активно участвовал в свержении короля Баварии Людвига II. В марте 1886 году Луц поручил доктору Бернхарду Алоизу фон Гуддену провести медицинское обследование короля с целью выяснения состояния его душевного здоровья.
Иоганн фон Луц был трижды женат, являлся отцом четверых детей из первых двух браков.